# Toyota Ist
O Toyota Ist é um automóvel hatch subcompacto da Toyota. Foi lançado em 2001, no Tokyo Motor Show.
Este veículo foi comercializado na Europa como Toyota Urban Cruiser.
A partir do "modelo 2013", passou a ser equipado com recursos de segurança como VSC (Controle de Estabilidade do Veículo) e TRC (Controlo de Tracção).
Existe versão equipada com motor a combustão interna de 4 cilindros (1.500 cc) que fornece 109 hp de potência e com transmissão continuamente variável (Câmbio CVT).

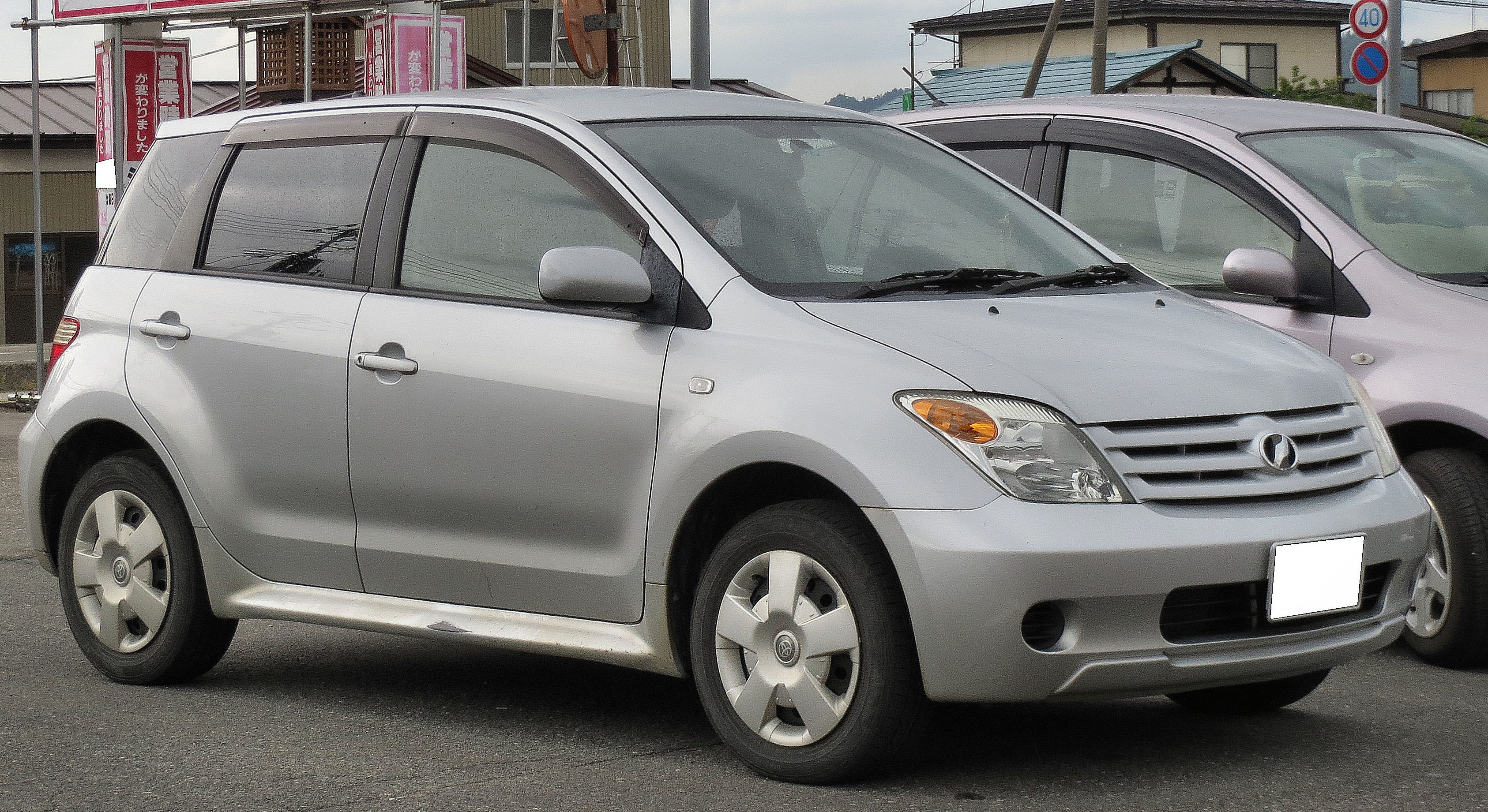
Toyota Ist
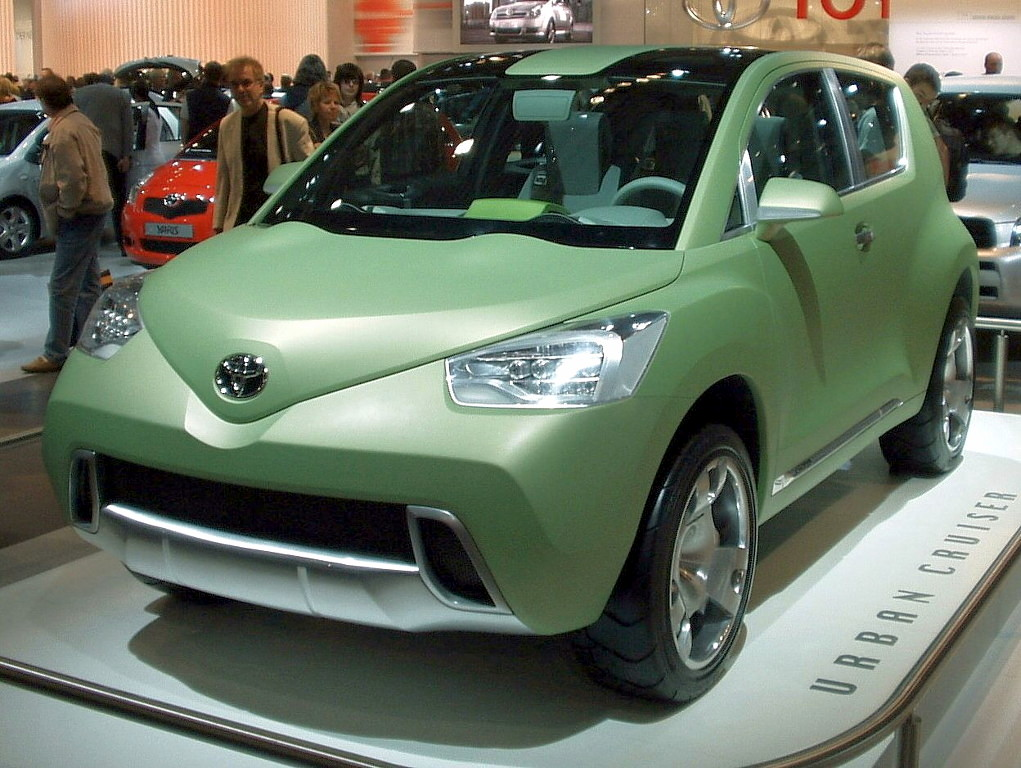
Toyota Urban Cruiser protótipo de 2008 no Salão do Automóvel de Genebra.